# Сиудад Гуаяна
Сиуда̀д Гуаяна (на испански: Ciudad Guayana) e град в щата Боливар, Източна Венецуела. Сиудад Гуаяна е с население от 850 000 жители (2005 г.) Основан е през 1961 г. от обединението на други два града, които съставляват източната и западната част на Сиудад Гуаяна.